# Ободівська дача

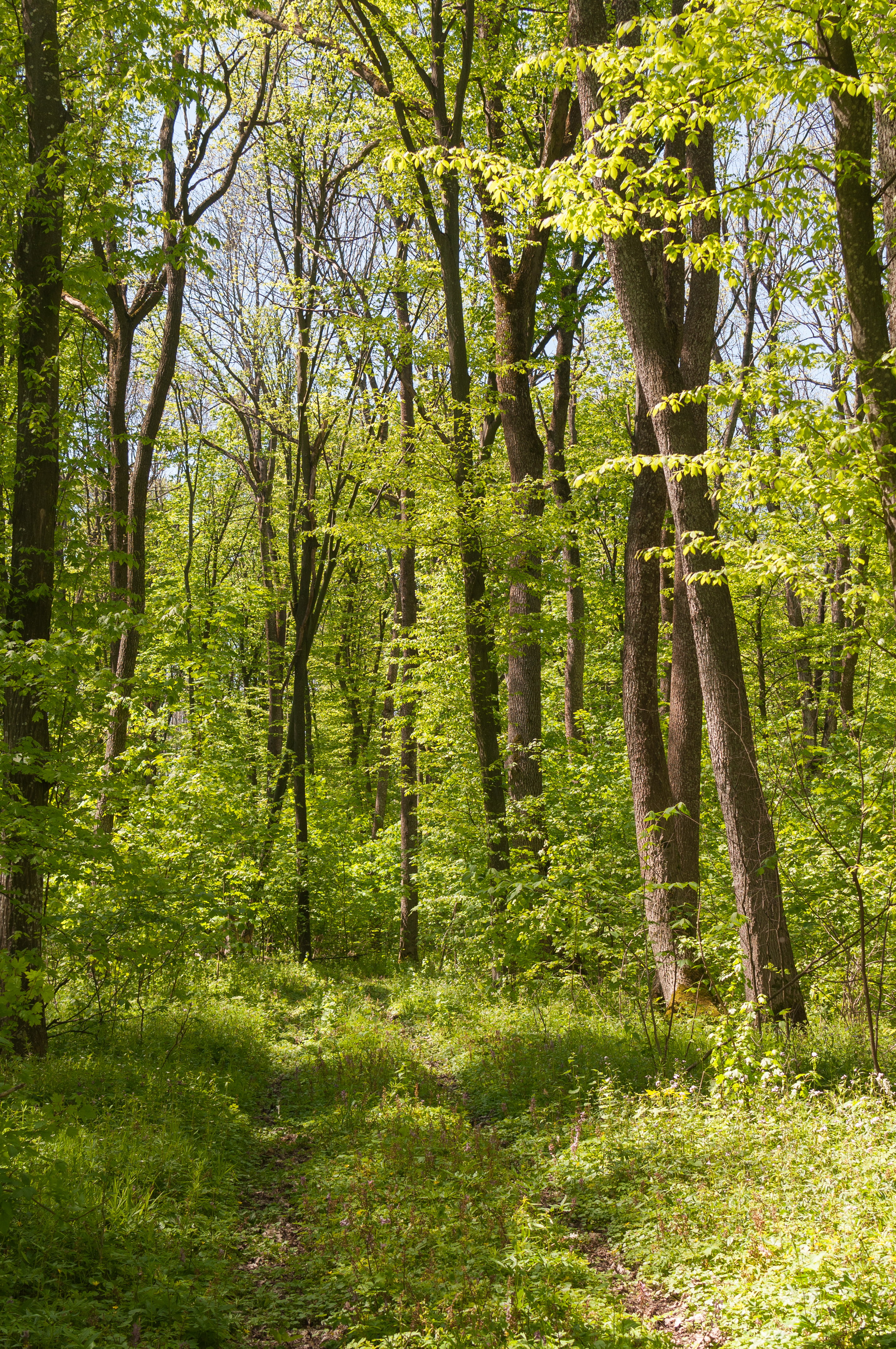
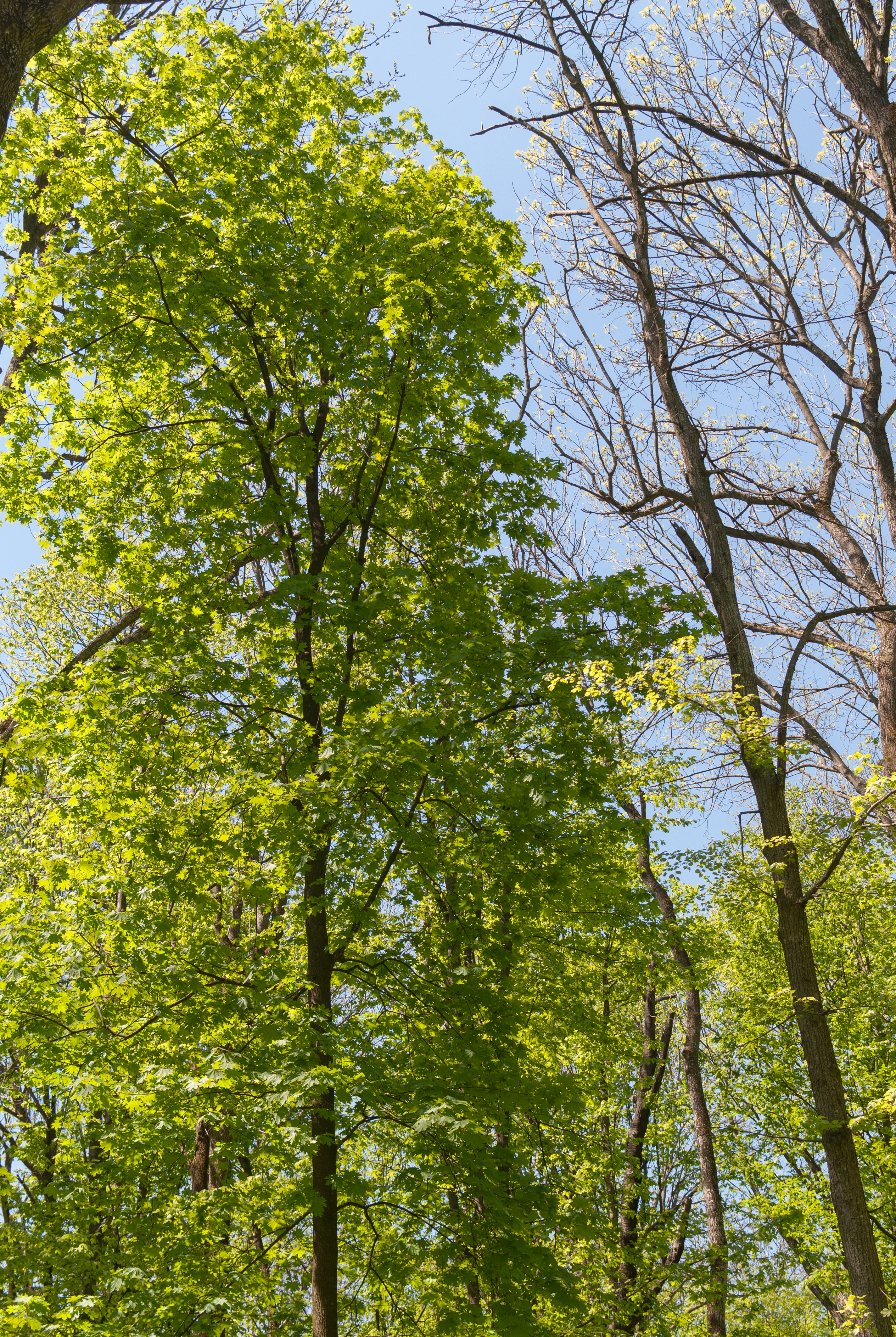
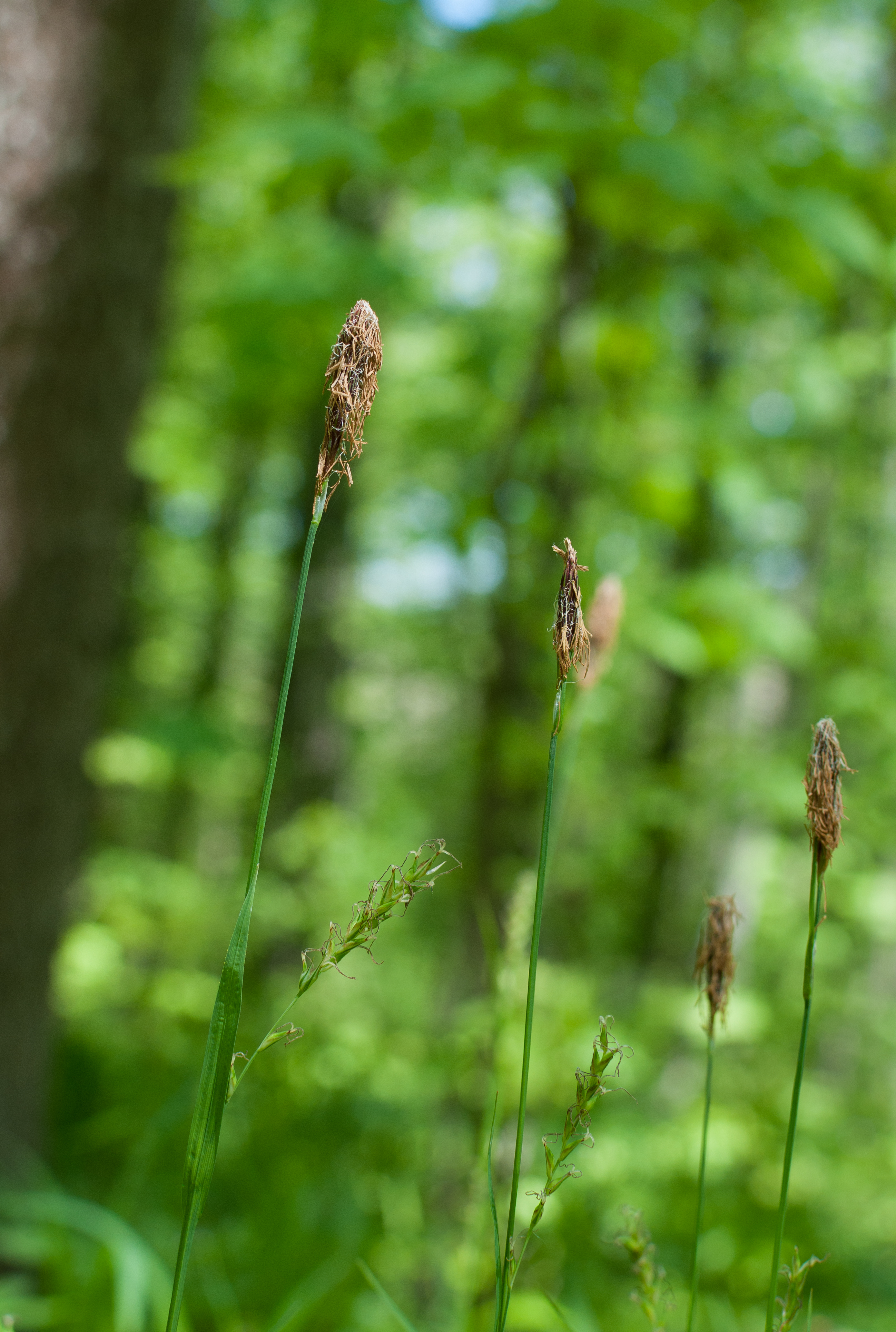

Ободівська дача — ботанічний заказник місцевого значення, розташований на території Гайсинського району Вінницької області (Ободівське лісництво, кв. 24, діл. 1). Оголошений відповідно до Розпорядження Вінницького облвиконкому № 384 від 29.08.1984 р.
За фізико-географічним районуванням України ця територія належить до Бершадського району області Подільського Побужжя Дністровсько-Дніпровської лісостепової провінції Лісостепової зони. Характерною для цієї області є хвиляста, з яругами й балками, лесова височина з сірими і темно-сірими опідзоленими ґрунтами. З геоморфологічної точки зору описувана територія є ерозійно-акумулятивною сильнохвилястою рівниною.
Клімат території є помірно континентальним. Для нього характерне тривале, нежарке літо, і порівняно недовга, м'яка зима. Середня температура січня становить -6.5°… -6°С, липня +19°…+18,5°С. Річна кількість опадів становить 550—525 мм.
За геоботанічним районуванням України ця територія належить до Європейської широколистяної області, Подільсько-Бессарабської провінції Вінницького (Центральноподільського) округу.
Територія заказника являє собою високопродуктивне ясенево-дубове лісонасадження віком понад 100 років, в склад якого входить реліктова подільська горобина — берека. В травостані переважають звичайні неморальні види, характерні для Поділля, що утворюють на даній ділянці мозаїчний покрив — яглиця звичайна, копитняк європейський, медунка лікарська, чина весняна, купина широколиста, бутень запашний, арум Бессера, розхідник плющевидний, пролісник багаторічний, зірочник лісовий, маренка пахуча. Є також середземноморські види — медунка м'яка, шоломниця висока.